# بيتيفوكس
بيتيفوكس (بالفرنسية: Pittefaux)‏ هي بلدية تقع في إقليم باد كاليه من منطقة نور با دو كاليه في شمال فرنسا. تبلغ مساحة هذه المدينة 2.42 (كم²)، وترتفع عن سطح البحر 20 م، يبلغ عدد سكانها 130 نسمة حسب إحصاء المعهد الوطني للإحصاء والدراسات الاقتصادية سنة 2009 م. وترأس Marie-Noëlle Évrard البلدية خلال فترة (2008-2014).